# Cypripedium segawae
Cypripedium segawae — травянистое растение; вид секции Cypripedium рода Башмачок семейства Орхидные.
Относится к числу охраняемых видов (II приложение CITES).
Китайское название: 宝岛杓兰 bao dao shao lan.

## Распространение и экология
Тайвань.
Леса, альпийские травянистые склоны на высотах 1300—3000 метров над уровнем моря.

## Ботаническое описание
Травянистый многолетник. Корневище короткое, ползучее. Стебель прямостоячий, с железистыми волосками, с 1 или 2 листовыми влагалищами у основания и 3-4 листьями выше. Листовая пластинка эллиптическая к эллиптически-ланцетная, 5—10 × 1,5—3 см, обе поверхности опушённые. 
Соцветие верхушечное, с 1 цветком. Прицветники листовидные, ланцетные, 2,5—3,5 см. Цветок жёлтого цвета, редко с небольшими красными пятнами на губе, 5—6 см в диаметре. Спинные чашелистики яйцевидно-ланцетные, 2—4 × 0,8—1,4 см, голые, заостренные; парус яйцевидный, 2—3,5 × 1—1,5 см, голый. Лепестки не перекручены, линейно-ланцетные, 2,3—4 × 0,6—0,8 см, густо опушённые на адаксиальной поверхности, заостренные; губа почти шаровидная, 2—2,5 × примерно 1,7 см, отверстие маленькое. Стаминодий продолговатый, 6—7 мм. 
Кариотип: 2n = 20.
Цветение в марте-апреле.
Cyp. segawae близкий родственник Cypripedium henryi, но распространён только на острове Тайвань. В то время как Cyp. henryi достигает 40—60 см в высоту, Cyp. segawae - всего 15—25 см. Имеет один, реже два цветка. Цветок немного меньше чем у Cyp. henryi, но более пропорционален относительно всего растеня. Cyp. segawae имеет более широкие лепестки, жёлтые во всех сегментах, лепестки и чашелистики часто слегка зеленовато-жёлтые, губа иногда пятнистая, её внешняя сторона - красная или рыжевато-коричневая. У некоторых растений край (оболочка) губы может быть более зубчатый чем у Cyp. henryi.

## В культуре
Вид представлен в коллекциях по всему миру, размножается несколькими лабораториями, но в широкой продаже отсутствует. Рекомендуется для горшечной культуры. 
Зоны морозостойкости: 6—7.